# Gumka recepturka

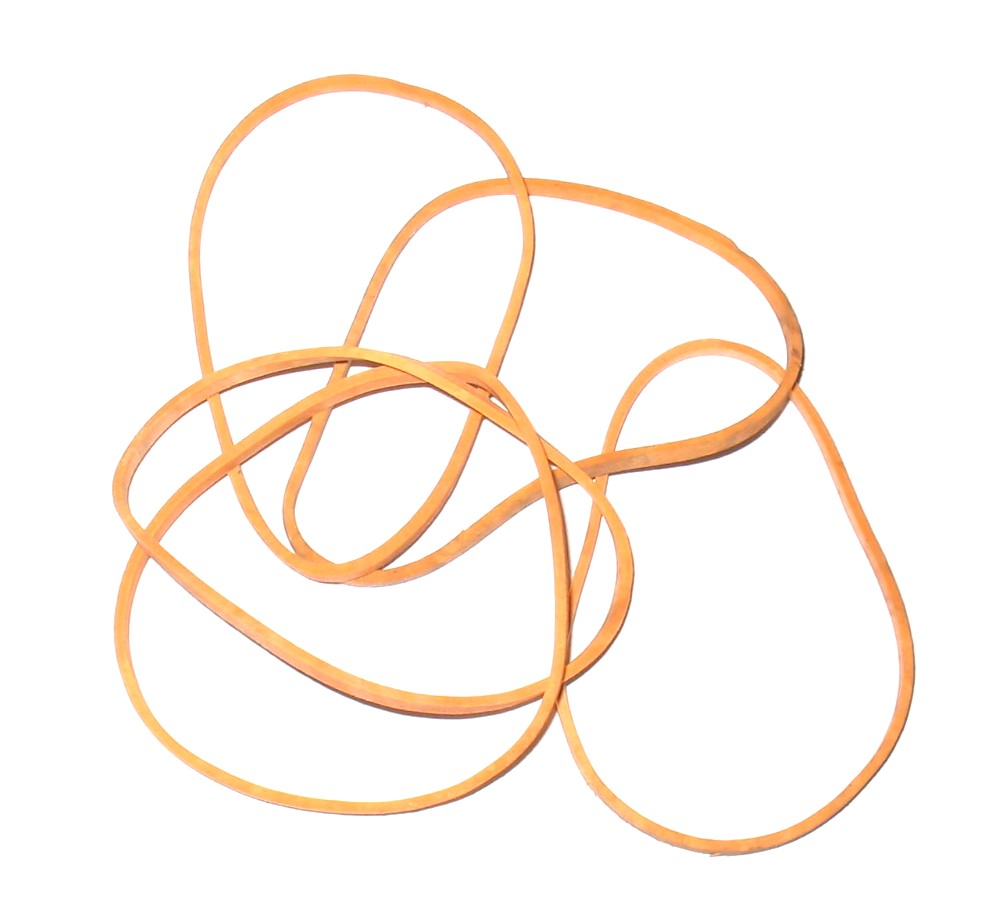
Gumki recepturki

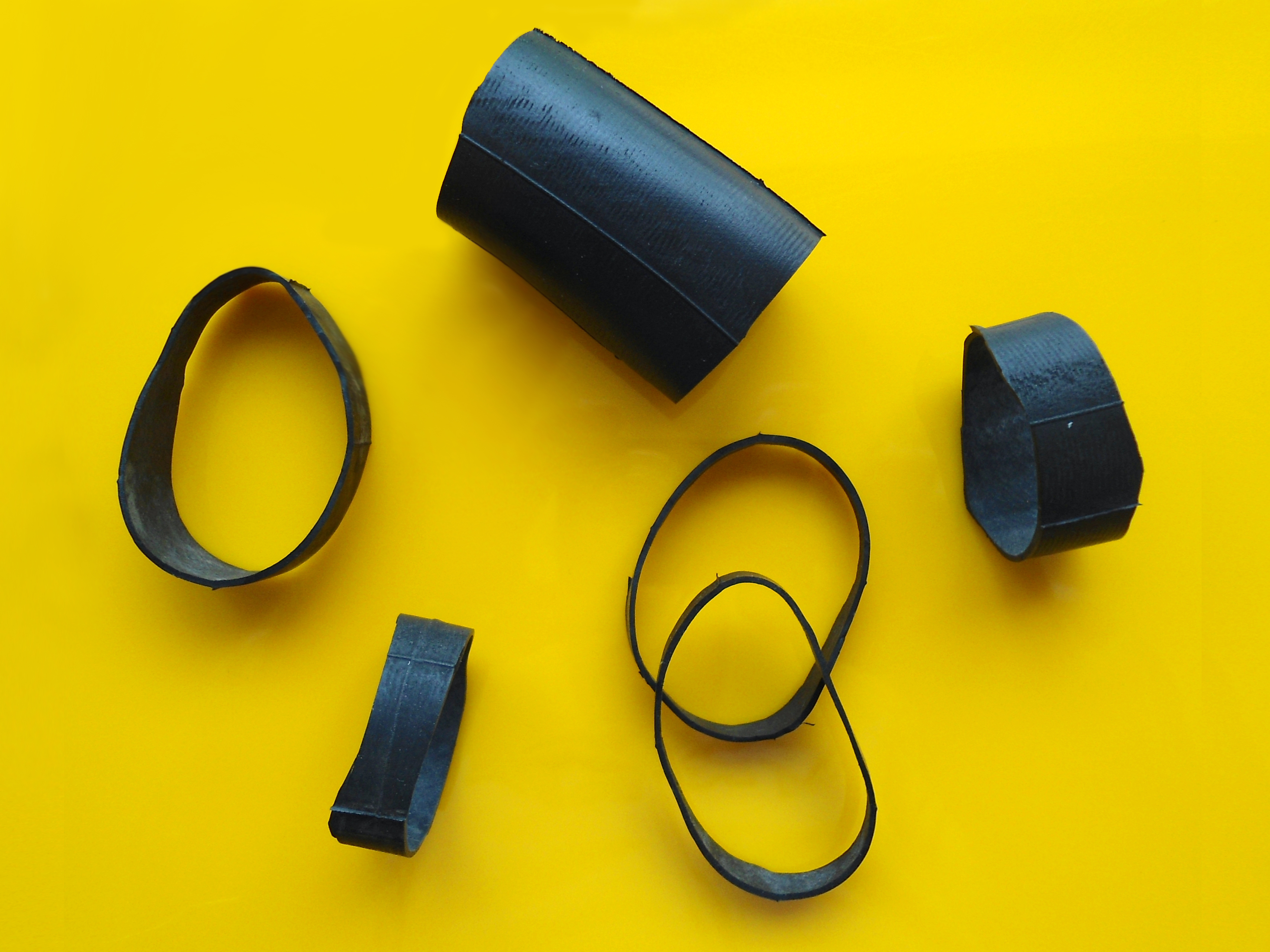
Gumki recepturki wytwarzane metodą chałupniczą poprzez wycinanie z dętki

Gumka recepturka – cienki, gumowy bądź lateksowy, elastyczny pasek zamknięty w okrąg, służący głównie do nietrwałego spinania ze sobą przedmiotów. Obwód gumki recepturki zazwyczaj nie przekracza 25–30 centymetrów.
Gumka recepturka została wynaleziona przez Stephena Perry’ego, który w 1844 roku złożył podanie o dotyczący jej patent, który uzyskał 17 marca 1845 roku. Pierwotnie służyła do spinania luźnych stron czy innych papierów.
Służyła także do przytwierdzania papierowej recepty do buteleczki z lekarstwem, skąd wywodzi się jej polska nazwa.
Produkcja gumek recepturek nie zmieniła się od czasów Perry’ego i polega na maszynowym odcinaniu z gumowej rury okręgów o zadanej szerokości. W domowych warunkach gumki recepturki wyrabiano ze starych dętek rowerowych, odcinając nożyczkami wąskie skrawki.
Gumki recepturki stały się także elementami zabawek, jako ich element napędowy lub jako „amunicja” w strzelających nimi „strzelbach” i „pistoletach”, z których pierwsze zostały opatentowane w 1920 roku.